# 彭楷
彭楷，江西庐陵（今江西吉安）人，是一名清朝政治人物。
彭楷曾于1807年接替郑人康任金山县知县一职，1807年由郑人康接任。